# ポリネシアン・トライアングル

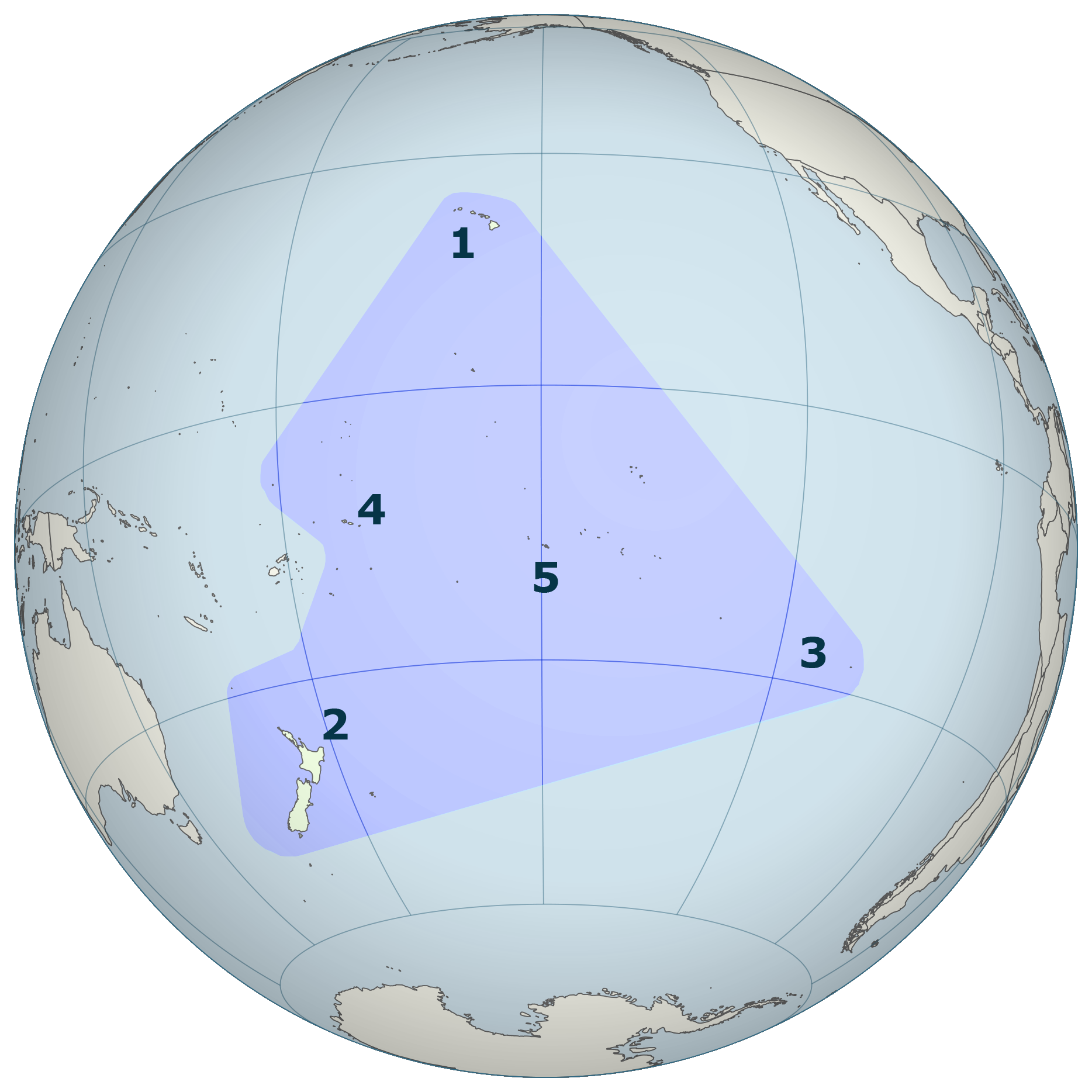
ポリネシアン・トライアングル

ポリネシアン・トライアングル（Polynesian Triangle）とは、北端をハワイ諸島、南東端をラパ・ヌイ（イースター島）、南西端をアオテアロア（ニュージーランド）の3点を結んで出来る三角形。ポリネシアの構成を簡単に定義するのによく使われる。
ポリネシア文化圏の面積はヨーロッパの約3倍。ハワイとニュージーランドの距離は約8,000kmで、これは北京とロンドンの距離に等しい。三角形の中にある多くの島ではアウストロネシア語族のマレー・ポリネシア語派に属するポリネシア諸語がつかわれている。ポリネシア人は言語だけでなく、伝統文化、芸術、宗教、学術などもよく似ている。
人類学者の間では、全ての近代的ポリネシア文化は、南太平洋に移住したマレー系ポリネシア人の作った、ただひとつのプロトカルチャーを受け継いだものであると信じられている。ラピタ人も参照。
但し、ポリネシア文化圏は、この三角形以外にも、ミクロネシアやメラネシアに飛び地のように残っており、これらは域外ポリネシア（Polynesian Outlier）と呼ばれる。主なポリネシアの文化としては、ニュージーランドのマオリ、ハワイ諸島、イースター島、サモア諸島、フランス領ポリネシア、クック諸島、トンガの各島の先住民ごとの文化がある。